# Harald Juhnke

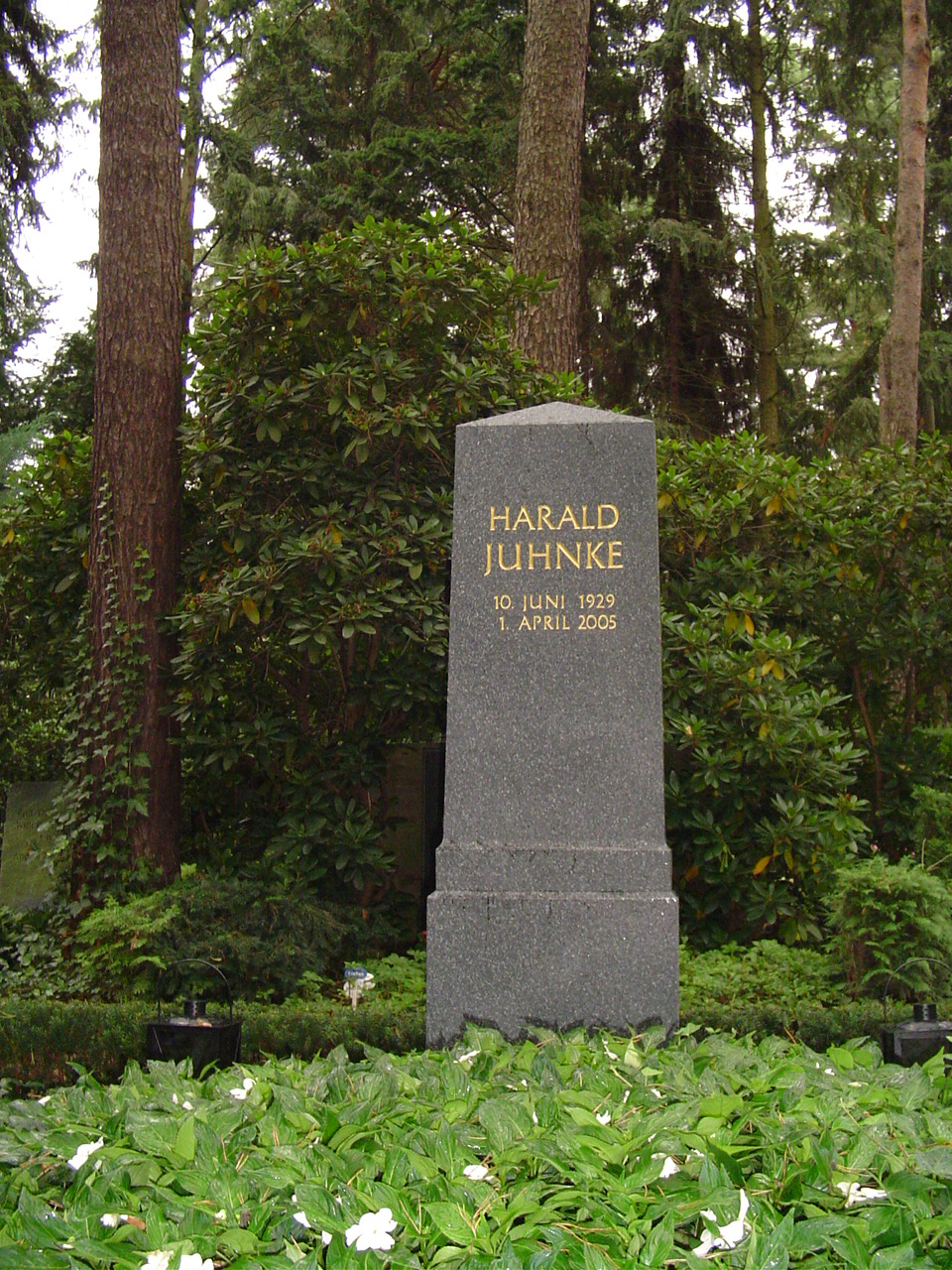
La tomba di Harald Juhnke

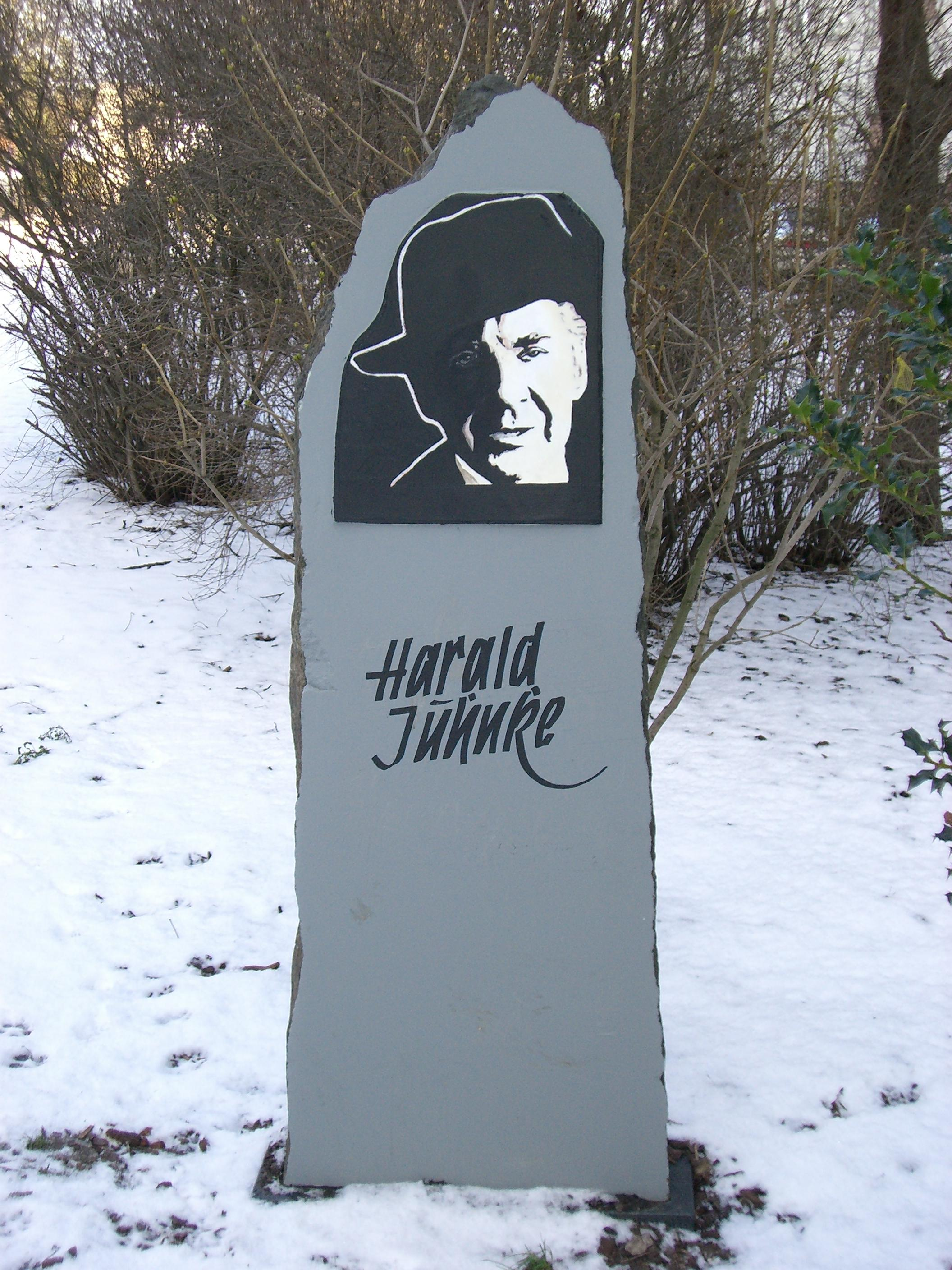
Stele in memoria di Harald Juhnke a Berlino

Harry Heinz Herbert Juhnke, detto Harald (Berlino, 10 giugno 1929 – Rüdersdorf bei Berlin, 1º aprile 2005), è stato un attore, doppiatore, cantante conduttore televisivo e direttore teatrale tedesco.

## Biografia
Soprannominato il "Frank Sinatra tedesco" lavorò come attore tra cinema e televisione in oltre 160 differenti produzioni, a partire dall'inizio degli anni cinquanta. Tra i suoi ruoli principali, figurano, tra l'altro, quello del Sergente Albert Berry nella serie televisiva Sergeant Berry (1975), quello di Ottmar Kinkel nella serie televisiva Drei Damen vom Grill (1977-1981) e quello di Friedemann Brix nella serie televisiva Friedemann Brix - Eine Schwäche für Mord (1996-1997).
Come doppiatore, prestò la propria voce ad attori quali Marlon Brando, Charles Bronson, Peter Falk, Stacy Keach, Jack Lemmon, Edward G. Robinson. Peter Sellers, Robert Wagner, ecc.
Fu sposato con Sybil Werden, Chariklia Baxevanos e Susanne Hsiao.

## Filmografia parziale

### Cinema
- Drei Mädchen spinnen (1950)
- Die blaue Stunde (1953)
- Das tanzende Herz (1953)
- Chitarre d'amore (1954)
- Allegri prigionieri (1955)
- IA in Oberbayern (1956)
- Jede Nacht in einem anderen Bett (1957)
- I diavoli verdi di Montecassino (Die grünen Teufel von Monte Cassino), regia di Harald Reinl (1958)
- Vacanze ad Honolulu (1959)
- L'ultimo testimone (Der letzte Zeuge), regia di Wolfgang Staudte (1960)
- Isola Bella (1961)
- So liebt und küsst man in Tirol (1961)
- Il testamento del dottor Mabuse (1962)
- Per un pugno di diamanti (1964)
- La morte viene da Manila (1965)
- Jenseits von Blau (1989)
- Der Papagei (1992)
- Schtonk!, regia di Helmut Dietl (1992)

### Televisione
- Meine Frau Susanne - serie TV, 1 episodio (1963)
- Ich liebe dich - film TV (1963)
- Adieu Mademoiselle - film TV (1965)
- Polizeifunk ruft - serie TV, 1 episodio (1969)
- Ausreißer - film TV (1970)
- Der Kommissar - serie TV, 1 episodio (1970)
- Dalli Dalli - serie TV, 3 episodi (1971-1984) - ruoli vari
- Die keusche Susanne - film TV (1972)
- Der Zarewitsch - film TV (1973)
- Unter einem Dach - serie TV, 13 episodi (1974) - Martin Breiner
- Preussenkorso Nr. 17 - film TV (1974)
- Lichtspiele am Preussenkorso - miniserie TV (1975)
- Sergeant Berry - serie TV, 13 episodi (1975) - Sergente Albert Berry
- Berlin - 0:00 bis 24:00 - serie TV, 1 episodio (1975)
- Preussenkorso 45-48 - film TV (1977)
- Heinrich Zille - film TV (1977)
- Ein verrücktes Paar - serie TV, 10 episodi (1977-1980) - ruoli vari
- Ein Mann will nach oben - serie TV, 8 episodi (1978)
- Ein Mann für alle Fälle - miniserie TV (1978)
- Pension Schöller - film TV (1980)
- Café Wernicke - serie TV, 1 episodio (1980)
- Schuld sind nur die Frauen - film TV (1982)
- Leute wie du und ich - serie TV, 1 episodio (1984)
- Mein Freund Harvey - film TV (1985)
- Mit Axel auf Achse - film TV (1985)
- Drei Damen vom Grill - serie TV, 53 episodi (1977-1981) - Ottmar Kinkel
- La clinica della Foresta Nera - serie TV, 1 episodio (1989)
- Ein seltsames Paar - film TV (1991)
- Agentur Herz - serie TV, 1 episodio (1991)
- Ein Schloss am Wörthersee - serie TV, 1 episodio (1992)
- Glückliche Reise - serie TV, 1 episodio (1992)
- Das Double - film TV (1993)
- Harry & Sunny - serie TV (1993)
- Zwei alte Hasen - serie TV, 10 episodi (1994-1995)
- Sonny Boys - film TV (1995)
- Ach du Fröhliche - film TV (1995)
- Friedemann Brix - Eine Schwäche für Mord - serie TV, 10 episodi (1996-1997) - Friedemann Brix
- Der Hauptmann von Köpenick - film TV (1997) - Wilhelm Voigt
- Klinik unter Palmen - serie TV (1998) - Dott. Hendrik Willing
- Il Clown - serie TV, 2 episodi (1998)
- Letzte Chance für Harry - film TV (1998)
- Drei Gauner, ein Baby und die Liebe - film TV (1999)
- Ein lasterhaftes Pärchen - film TV (2000)
- Vor Sonnenuntergang - film TV (2000)

## Programmi televisivi
- Ein verrücktes Paar (1977-1980)
- Musik ist Trumpf (1979-1981)
- Wie wär's heut' mit Revue? (1983-1984)
- Willkommen im Club (1985-1991)
- Harald und Eddi (1987-1990)

## Discografia parziale

### Album
- Ein Mann für alle Fälle (1979)
- Harald Juhnke (1981)
- Barfuss Oder Lackschuh (1989)
- Manchmal ein Clown sein (1992)
- His Way - Juhnke singt Sinatra (1998)

## Premi e riconoscimenti (lista parziale)
- 1990: Premio Bambi[7]
- 1992: Bayerischer Fernsehpreis come miglior attore per Der Papagei[7]
- 1993: Romy Award come miglior conduttore televisivo[7]
- 1996: Premio TeleStar alla carriera[7]
- 1998: Leone d'oro onorario agli RTL Golden Lion Awards[7]
- 1998: Nomination al Premio Adolf Grimme per Der Hauptmann von Köpenick[7]